# Fennek
Fennek ili LGS Fennek (Leichter Gepanzerter Spähwagen) je lako oklopno vozilo na kotačima nazvano po fennecu (naziv za jednu vrstu pustinjske lisice). Nastalo je kao zajednički proizvod njemačke tvrtke Krauss-Maffei Wegmann i nizozemske Defence Vehicle Systems. Razvijeno je za potrebe njemačke i nizozemske vojske kako bi zamijenilo njihova sadašnja vozila u službi. Oklopno vozilo Fennek je vrlo tiho, ima dobru pokretljivost po teškoprohodnim terenima, dobru oklopnu i protuminsku zaštitu, veliku autonomiju i solidne mogućnosti samoobrane. Riječ je o obitelji vozila pa je uz izvidničku inačicu dostupno i još nekoliko specijaliziranih. To su vozilo za prednje motritelje u topništvu, vozilo opće namjene, vozilo opremljeno protuoklopnim projektilima te opremljeno protuzračnim projektilima Stinger.

## Povijest
U travnju 2000. godine, dovršen je prototip vozila, a u prosincu 2001. primljene su prve narudžbe. Nizozemska je naručila 410 vozila u različitim inačicama (202 vozila za potporu, 130 vozila za uništavanje oklopnih vozila i 78 višenamjenskih vozila) koja će zamijeniti stare Land Rovere. Njemačka je naručila 212 vozila isto u različitim inačicama (178 vozila za potporu, 24 inženjerijska vozila i 10 za vatrenu potporu) koji će zamijeniti znatno veća izvidnička vozila Luchs. Više Fenneksa za njemačku vojsku bit će naručeno poslije 2015. godine, a planira kupiti ukupno 300 Fenneksa. Prvo vozilo je dostavljeno Nizozemskoj vojsci u lipnju 2003., a Njemačkoj u prosincu iste godine. Isporuka bi trebala biti dovršena do 2011. godine. Nizozemska tvrtka SP Aerospace, koja je proizvodila Fenneke za nizozemsku vojsku, je proglasila bankrot u kolovozu 2004. Nova tvrtka nazvana Dutch Defence Vehicle Systems (DDVS) je napravljena kako bi se nastavila isporuka vozila za nizozemsku vojsku.

## Karakteristike
Fennek je četverokotačno vozilo s dva moda vožnje: na sva četiri kotača ili samo dva. Pokreće ga Deutz Dieselov motor snahe 179 kW, koji mu daje maksimalnu brzinu od 115 km/h. Vozač može kontrolirati pritisak zraka u gumama iz unutrašnjosti vozila, ovisno o terenu. 
Na vozilo može se postaviti više vrsta oružja, kao npr. 12,7 mm strojnica kojom su opremljena nizozemska vozila za potporu, Rafale Spike protutenkovskom raketom koja je postavljena na nizozemsku inačicu za uništavanje tenkova i drugih oklopnih vozila ili 40 mm automatskim bacačem granata za njemačka vozila. Nizozemska vojska planira naručiti od turske tvrtke Aselsan 18 lansera za rakete Raytheon Stinger zemlja-zrak koje bi postavili na Fennek vozila. 
Oklop Fenneka štiti posadu od metaka 7,62 mm strojnice u bilo koji dio vozila. Klima uređaj daje zaštitu od nuklearnog, biološkog i kemijskog oružja i posada je zaštićena od protupješačkih mina.
Fennek je primjer visokospecijaliziranog izvidničkog vozila nove generacije. Tročlana posada Fenneka može djelovati na bojišnici pet dana bez snabdjevanja izvana. Pritom uopće ne treba napuštati sigurnost vozila. Kabina pod natpritiskom osigurava NBK-a zaštitu. Na posebnom jarbolu koji se izvlači iz kabine nalaze se elektrooptički sustavi za izviđanje koji se sastoje od kamere visoke rezolucije i termovizije, njemačke proizvodnje. Za samozaštitu vozila na prednjem desnom dijelu postavljena je daljinsko upravljiva teška strojnica.

## Borbena povijest
Obje države, i Njemačka i Nizozemska su dopremili svoja Fennek vozila u Afganistan kao potpora u operaciji ISAF.
- Njemački Fennek
- Fennek s boka
- Nizozemski Fennek
- 40 mm HK GMG bacač granata na njemačkom Fenneku